# Igor Khenkin
Igor Khenkin (russisch Игорь Хенкин, Igor Chenkin; * 21. März 1968 in Wladimir, RSFSR) ist ein russisch-deutscher Schachgroßmeister.

## Werdegang
Im Alter von elf Jahren gewann Igor Khenkin die Herren-Meisterschaften des Kreises Wladimir und wurde mit 13 Jahren bereits Junioren-Landesmeister der unter 16-Jährigen. Zu seinen Trainern zählten unter anderem Mark Dworezki und Alexander Nikitin, der auch Ex-Weltmeister Garri Kasparow betreute und sekundierte.
Im Jahr 1990 wurde ihm von der FIDE der Titel Internationaler Meister verliehen, 1992 erhielt er den Großmeistertitel. Gegen Ende der 1990er-Jahre spielte Khenkin kurze Zeit für den israelischen Schachverband, wechselte aber 1998 wegen Unstimmigkeiten mit israelischen Funktionären wieder zum russischen Schachverband zurück.
Khenkin kam 1996 nach Deutschland, seine Eltern waren zuvor aus Russland emigriert und in Weilburg (Hessen) ansässig.
Khenkin besitzt inzwischen die deutsche Staatsangehörigkeit.

## Erfolge

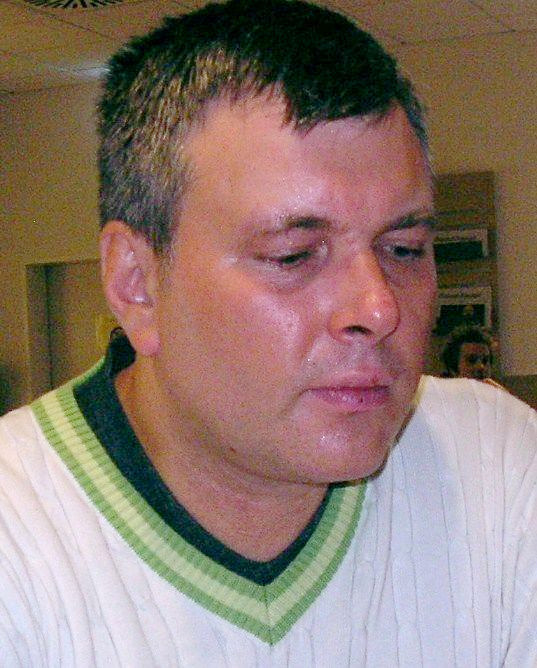
Igor Khenkin, 2011 in Bonn

Khenkin gewann 1991 die offene Pariser Meisterschaft und teilte den 1. Platz beim Cansys-Turnier in Budapest. 1992 gewann er das Turnier in Tel Aviv gemeinsam mit Ilia Smirin. Insgesamt fünfmal gewann er das Schach-Open von Genf (1994, 1996, 1998, 2002, 2003). Er nahm an der FIDE-K.-o.-Weltmeisterschaft 2001/2002 in Moskau teil, scheiterte aber in der zweiten Runde im „Tiebreak“ an Rustam Kasimjanov, dem FIDE-Weltmeister des Jahres 2004.
Khenkin hat bisher fünfmal an Deutschen Meisterschaften teilgenommen. Im Jahr 2005 wurde er Fünfter, 2006 Vierter und 2010 erreichte er Platz 2. Bei der Deutschen Meisterschaft 2011 in Bonn gewann er mit 6,5 Punkten aus 9 Partien den Titel nach Wertung vor dem punktgleichen Jan Gustafsson. 2012 in Osterburg/Altmark wurde er Vizemeister.

## Mannschaftsschach

### Nationalmannschaft
Khenkin nahm mit der deutschen Nationalmannschaft an den Schacholympiaden 2008 und 2012 teil. 2009 und 2013 gehörte er bei den Mannschaftseuropameisterschaften zur deutschen Auswahl, außerdem nahm er 2013 an der Mannschaftsweltmeisterschaft teil.

### Vereinsschach
Nach seiner Übersiedlung nach Deutschland spielte Khenkin zunächst in der Saison 1997/98 für die Schachfreunde Schöneck, danach von 1999 bis 2009 für den Schachbundesligisten TV Tegernsee, durchgängig am ersten oder zweiten Brett. Nachdem Tegernsee sich aus der Liga zurückgezogen hatte, spielte Khenkin für den Wiesbadener SV – zunächst in der Hessenliga. Nach einem Durchmarsch erreichte die Mannschaft in der Saison 2012/13 die 1. Schachbundesliga, zog sich aber nach der Saison in die 2. Schachbundesliga zurück. Von der Saison 2014/15 bis zur Saison 2016/17 spielte er für die SG Porz, seit der Saison 2018/19 tritt er für die SG Turm Kiel an. In der Schweizer Nationalliga A spielte Khenkin in der Saison 2010 beim Club d’Echecs de Genève. In der ungarischen NB I. Szabó László csoport spielte Khenkin von 2006 bis 2011 beim Csuti Antal SK Zalaegerszeg, mit dem er 2008 ungarischer Mannschaftsmeister wurde, sowie in der Saison 2018/19 für Pénzügyőr Sport Egyesület. In der französischen Top 16 (bis 2003 Nationale I) spielte er von 2001 bis 2004 bei Echiquier Nanceien und von 2007 bis 2009 bei La Tour Sarrazine Antibes. Die britische Four Nations Chess League gewann Khenkin 2000 mit Slough, bei denen er von 1999 bis 2001 aktiv war, die polnische Mannschaftsmeisterschaft 1997 und 1998 mit KSz Stilon Gorzów Wielkopolski. In Belgien spielte Khenkin bis 2011 für den KSK 47 Eynatten, mit der er 2004, 2005, 2006, 2010 und 2011 belgischer Mannschaftsmeister wurde, in der Saison 2012/13 für den Meister Schachfreunde Wirtzfeld und seit 2013 erneut für den KSK 47 Eynatten, mit dem er 2014 und 2017 den Titel gewann. Die luxemburgische Division nationale gewann Khenkin 2009 und 2011 mit De Sprénger Echternach. In der niederländischen Meesterklasse spielte er von 2006 bis 2010 für den Schaakclub Groningen, mit dem er 2007 Meister wurde, in der Saison 2015/16 spielte Khenkin für den Meister En Passant Bunschoten-Spakenburg. In der tschechischen Extraliga spielt er in der Saison 2015/16 für die zweite Mannschaft des ŠK JOLY Lysá nad Labem.